# 4 × 400 meter stafett för herrar vid inomhusvärldsmästerskapen i friidrott 2022
Herrarnas 4 × 400 meter stafett vid inomhusvärldsmästerskapen i friidrott 2022 hölls den 20 mars 2022 på Štark arena i Belgrad i Serbien. 56 tävlande från 13 nationer deltog. 6 stafettlag gick vidare från försöksheaten till finalen.
Belgien vann guldet på tiden 3.06,52. Silvret togs av Spanien på 3.06,82 och bronset av Nederländerna på tiden 3.06,90.

## Resultat

### Försöksheat
Kvalificeringsregler: Det första stafettlaget i varje heat 0Q0 samt de 3 snabbaste tiderna 0q0 gick vidare till finalen.
Försöksheaten startade klockan 11:10.
| Placering | Heat | Bana | Land           | Idrottare                                                               | Tid     | Noteringar |
| --------- | ---- | ---- | -------------- | ----------------------------------------------------------------------- | ------- | ---------- |
| 1         | 2    | 6    | Spanien        | Bruno Hortelano, Iñaki Cañal, Manuel Guijarro, Bernat Erta              | 3.06,98 | 0Q0, 0SB0  |
| 2         | 2    | 5    | Tjeckien       | Pavel Maslák, Vít Müller, Tadeáš Plaček, Patrik Šorm                    | 3.07,25 | 0q0, 0SB0  |
| 3         | 1    | 5    | Belgien        | Julien Watrin, Dylan Borlée, Alexander Doom, Kevin Borlée               | 3.07,43 | 0Q0, 0SB0  |
| 4         | 3    | 6    | Nederländerna  | Isayah Boers, Nick Smidt, Jochem Dobber, Tony van Diepen                | 3.07,64 | 0Q0, 0SB0  |
| 5         | 3    | 4    | Polen          | Tymoteusz Zimny, Mateusz Rzeźniczak, Jacek Majewski, Kajetan Duszyński  | 3.07,90 | 0q0, 0SB0  |
| 6         | 3    | 5    | Storbritannien | Alex Haydock-Wilson, Ben Higgins, Samuel Reardon, Guy Learmonth         | 3.08,30 | 0q0, 0SB0  |
| 7         | 2    | 4    | Irland         | Cillin Greene, Cathal Crosbie, Brian Gregan, Christopher O'Donnell      | 3.08,63 | 0NR0       |
| 8         | 1    | 6    | USA            | Noah Williams, Donavan Brazier, Amere Lattin, Isaiah Harris             | 3.09,11 | 0SB0       |
| 9         | 1    | 4    | Sverige        | Kasper Kadestål, Nick Ekelund-Arenander, Karl Wållgren, Erik Martinsson | 3.09,48 | 0SB0       |
| 10        | 1    | 3    | Nigeria        | Ifeanyi Ojeli, Sikiru Adeyemi, Timothy Emeoghene, Samson Nathaniel      | 3.09,55 | 0SB0       |
| 11        | 2    | 3    | Slovakien      | Šimon Bujna, Patrik Dömötör, Matej Baluch, Miroslav Marček              | 3.09,79 | 0NR0       |
| 12        | 3    | 3    | Rumänien       | Remus Niculita, Mihai Dringo, Denis Toma, Robert Parge                  | 3.13,11 |            |
| 13        | 1    | 2    | Ecuador        | Katriel Angulo, Alan Minda, Anderson Marquinez, Steeven Salas           | 0DSQ0   | TR17.4.3   |

### Final
Finalen startade klockan 19:40.
| Placering | Bana | Land           | Idrotare                                                                     | Tid     | Noteringar |
| --------- | ---- | -------------- | ---------------------------------------------------------------------------- | ------- | ---------- |
| 1         | 5    | Belgien        | Julien Watrin, Alexander Doom, Jonathan Sacoor, Kevin Borlée                 | 3.06,52 | 0SB0       |
| 2         | 6    | Spanien        | Bruno Hortelano, Iñaki Cañal, Manuel Guijarro, Bernat Erta                   | 3.06,82 | 0SB0       |
| 3         | 3    | Nederländerna  | Taymir Burnet, Nick Smidt, Terrence Agard, Tony van Diepen                   | 3.06,90 | 0SB0       |
| 4         | 1    | Polen          | Tymoteusz Zimny, Mateusz Rzeźniczak, Maksymilian Klepacki, Kajetan Duszyński | 3.07,81 | 0SB0       |
| 5         | 4    | Tjeckien       | Patrik Šorm, Vít Müller, Tadeáš Plaček, Pavel Maslák                         | 3.07,98 |            |
| 6         | 2    | Storbritannien | Ben Higgins, Alex Haydock-Wilson, Samuel Reardon, Guy Learmonth              | 3.08,30 | 0SB0       |